# Andrea Galindo
Andrea Carolina Galindo Rodríguez (2 de setembro de 1982) é uma jogadora de vôlei de praia colombiana.

## Carreira
Em 2007 ao lado de sua irmã Claudia Galindo e disputaram os Jogos Pan-Americanos de 2007 no Rio de Janeiro terminando a participação na fase de grupos e juntas competiram na edição dos Jogos Centro-Americanos e do Caribe de 2010 sediados em Mayagüez conquistando a medalha de bronze.
Ainda em 2010 disputou com Claudia os Jogos Sul-Americanos de 2010 em Medellín obtendo a medalha de prata.Foram medalhistas de ouro na XVII edição dos Jogos Bolivarianos de 2013 em Trujillo.Nos Jogos Sul-Americanos de Praia de 2014 em La Guaira conquistaram a inédita medalha de ouro. No ano de 2016, conquistaram a medalha de ouro na III dos Jogos Bolivarianos de Praia em Iquique.